# ممدوح المهيني
ممدوح المهيني إعلامي وكاتب سياسي سعودي، يشغل منصب مدير قناتي (العربية) و(العربية الحدث) منذ 1 أكتوبر 2019، كتب في عدد من الصحف والمجلات السعودية أبرزها: صحيفة الرياض، وصحيفة الشرق الأوسط.

## حياته
تخرج ممدوح المهيني من جامعة جورج ميسون في الولايات المتحدة الأمريكية. بدأ مسيرته المهنية في الصحافة المحلية، حيث عمل صحفيًا في صحيفة "الرياض" خلال الفترة من 2001م إلى 2009م. ثم انتقل ليشغل منصب كبير المراسلين في صحيفة "الشرق الأوسط" في واشنطن بين عامي 2010م و2014م. في الفترة من 2014م إلى 2019م، شغل منصب رئيس تحرير المواقع الإلكترونية في شبكة "العربية الإخبارية" في دبي. ومنذ عام 2019م، يتولى منصب مدير عام شبكة "العربية الإخبارية" وقناتي "العربية" و"الحدث" في الرياض ودبي. في 28 يناير 2024م، انتخب عضوًا في مجلس إدارة هيئة الصحفيين السعوديين.

## العمل
- مدير قناة (العربية)، وقناة (العربية الحدث) من شهر أكتوبر 2019م.[6]
- عمل قبلها نائباً لمدير عام قناة العربية وقناة العربية الحدث.[7]
- شغل منصب رئيس موقع (العربية نت) منذ عام 2016م.[8]
- كتب زاوية (ضوء صحفي) في جريدة الرياض إلى عام 2013.[3]
- يكتب في جريدة الشرق الأوسط من عام 2013م.[4]
- عمل مراسلاً لجريدة الشرق الأوسط في العاصمة الأمريكية واشنطن.
- كتب في صحيفة (إيلاف)،[9] وفي مجلة (المجلة).[10]